# Тишкокоб (муниципалитет)
Тишкокоб (исп. Tixkokob) — муниципалитет в Мексике, штат Юкатан, с административным центром в одноимённом посёлке. Численность населения, по данным переписи 2010 года, составила 17 176 человек.

## Общие сведения
Название Tixkokob c майяйского языка можно перевести как: место ядовитых змей.
Площадь муниципалитета равна 172 км², что составляет 0,43 % от площади штата, а средняя высота равна 10 метрам над уровнем моря.
Он граничит с другими муниципалитетами Юкатана: на севере с Яшкукулем и Бакой, на северо-востоке с Мушупипом, на востоке с Какальченом, на юго-востоке с Тахмеком, на юге с Сее, и на западе с Тишпеуалем.

## Учреждение и состав
Муниципалитет был образован в 1918 году, в его состав входит 20 населённых пунктов, самые крупные из которых:
| Код INEGI                  | Населённый пункт                                                                  | Численность населения (2005 год) | Численность населения (2010 год) |
| -------------------------- | --------------------------------------------------------------------------------- | -------------------------------- | -------------------------------- |
| 093                        | Всего                                                                             | 16151                            | 17176                            |
| 0001                       | Тишкокоб (исп. Tixkokob) 21°00′08″ с. ш. 89°23′37″ з. д. (административный центр) | 10338                            | 10968                            |
| 0004                       | Экмуль (исп. Ekmul) 20°57′54″ с. ш. 89°20′56″ з. д.                               | 2009                             | 2168                             |
| 0009                       | Ноло (исп. Nolo) 21°00′35″ с. ш. 89°25′24″ з. д.                                  | 1459                             | 1493                             |
| 0005                       | Эуан (исп. Euán) 20°59′51″ с. ш. 89°20′30″ з. д.                                  | 1047                             | 1186                             |
| 0003                       | Сан-Антонио-Мильет (исп. San Antonio Millet) 20°58′22″ с. ш. 89°23′46″ з. д.      | 588                              | 641                              |
| 0010                       | Руинас-де-Аке (исп. Ruinas de Aké) 20°56′55″ с. ш. 89°18′07″ з. д.                | 382                              | 388                              |
| 0006                       | Хубила (исп. Hubilá) 20°55′26″ с. ш. 89°20′04″ з. д.                              | 255                              | 251                              |
| 0013                       | Санта-Крус (исп. Santa Cruz) 21°01′20″ с. ш. 89°26′08″ з. д.                      | 54                               | 49                               |
| —                          | Прочие                                                                            | 19                               | 32                               |
| Названия на карте Генштаба |                                                                                   |                                  |                                  |

## Экономика
По статистическим данным 2000 года, работоспособное население занято по секторам экономики в следующих пропорциях:
- торговля, сферы услуг и туризма — 46,9 %;
- производство и строительство — 39,6 %;
- сельское хозяйство и скотоводство — 12,1 %;
- безработные — 1,4 %.

## Инфраструктура
По статистическим данным 2010 года, инфраструктура развита следующим образом:
- протяжённость дорог: 128,8 км;
- электрификация: 98,9 %;
- водоснабжение: 99,1 %;
- водоотведение: 68,2 %.

## Достопримечательности
В муниципалитете можно посетить:
- архитектурные достопримечательности: часовни, церкви и монастыри, а также бывшие асьенды — Канюнюн, Нохчан, Санта-Мария-Чи и Онкан;
- археологический памятник цивилизации майя — Аке.

## Фотографии

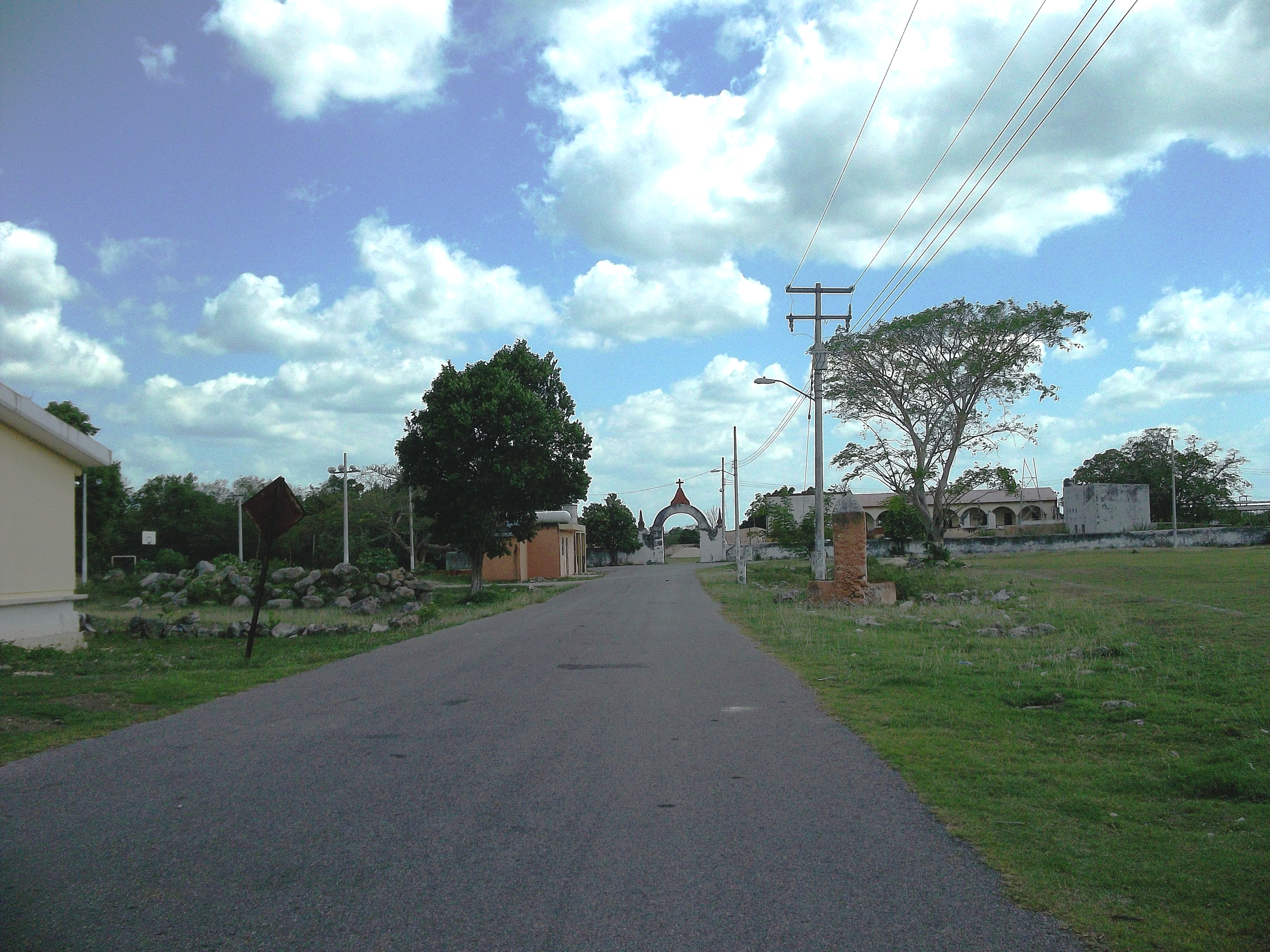
Центр Хубилы
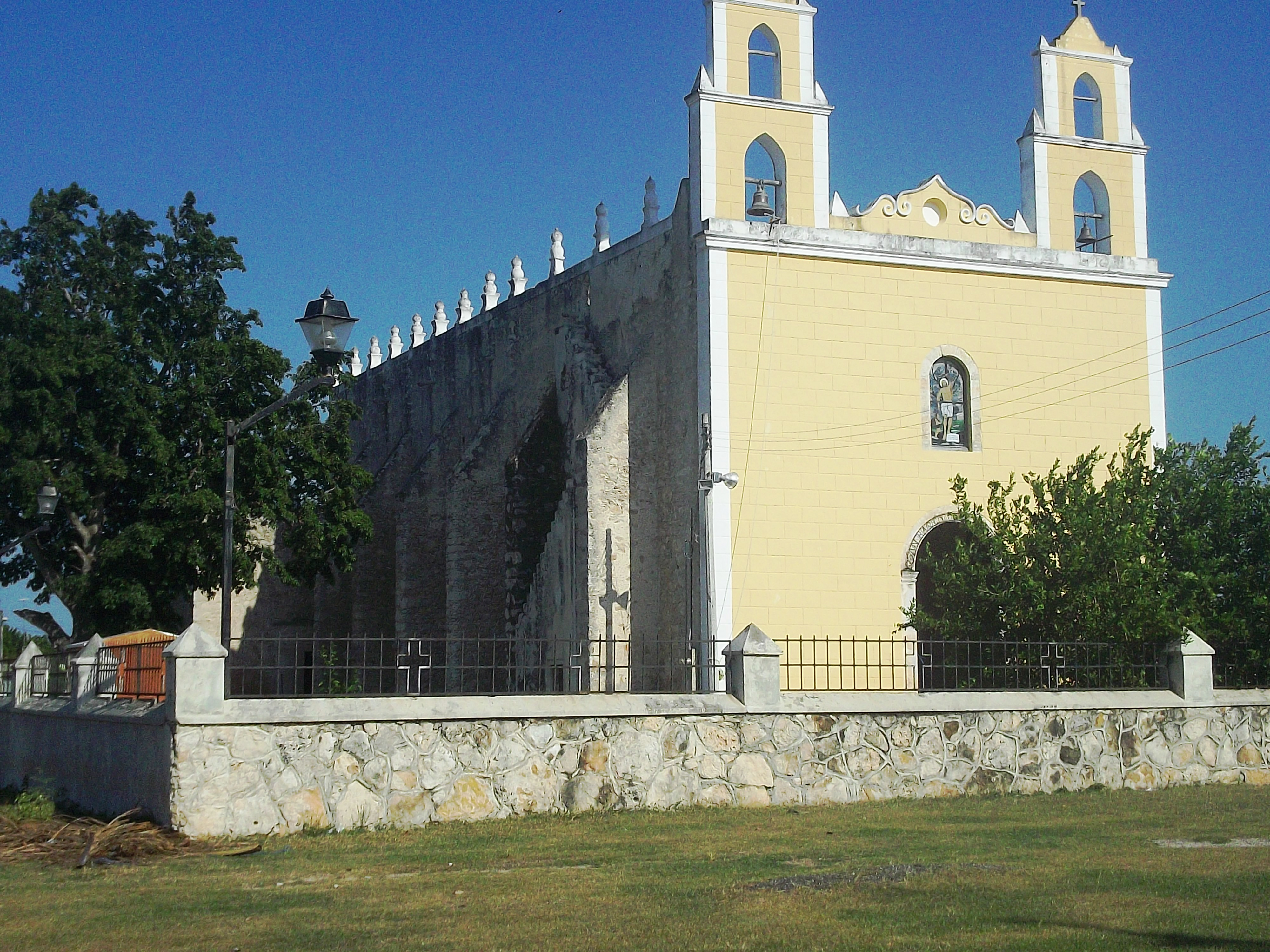
Церковь в Ноло
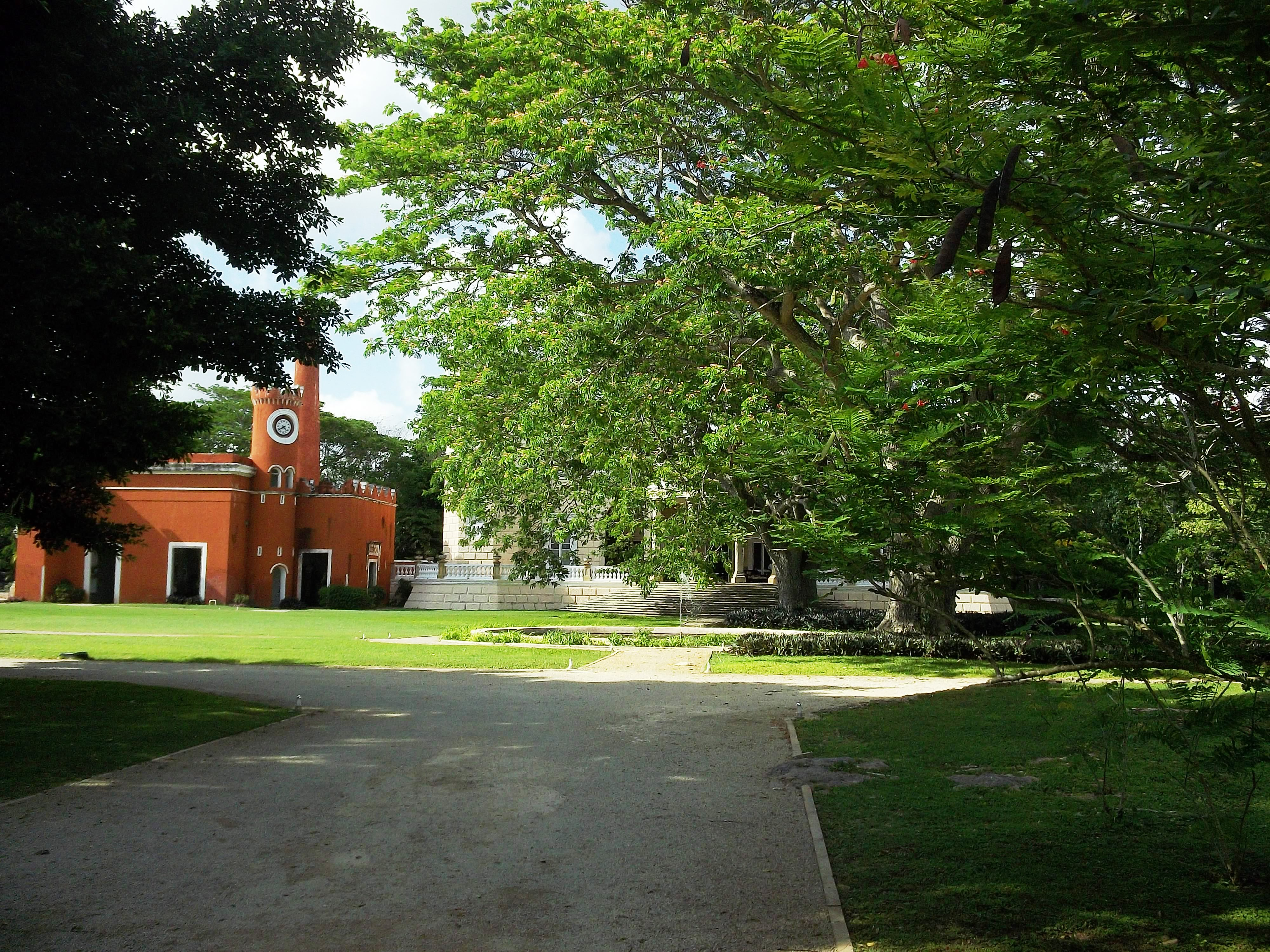
Бывшая асьенда Мильет
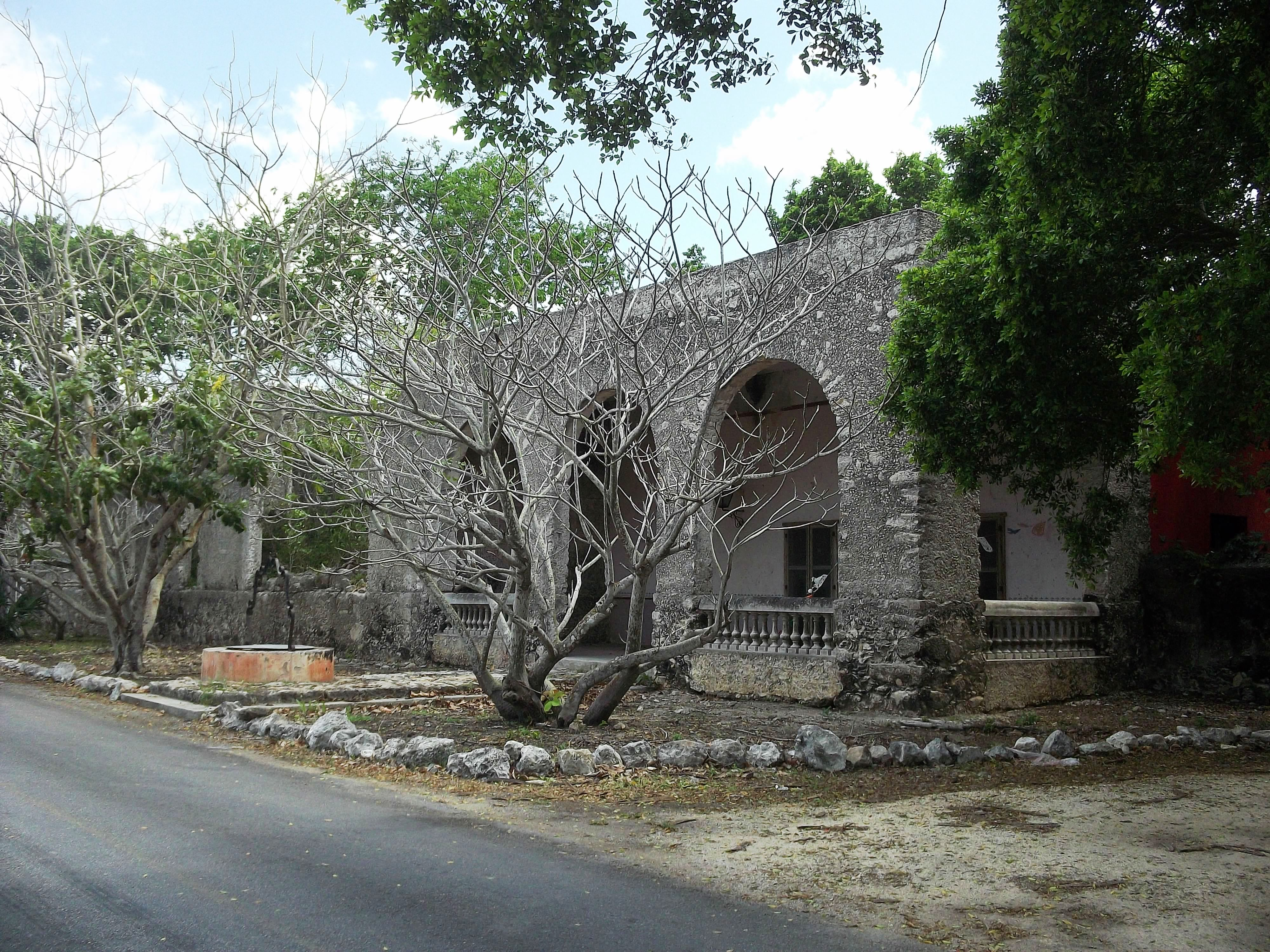
Заброшенная асьенда Китинче
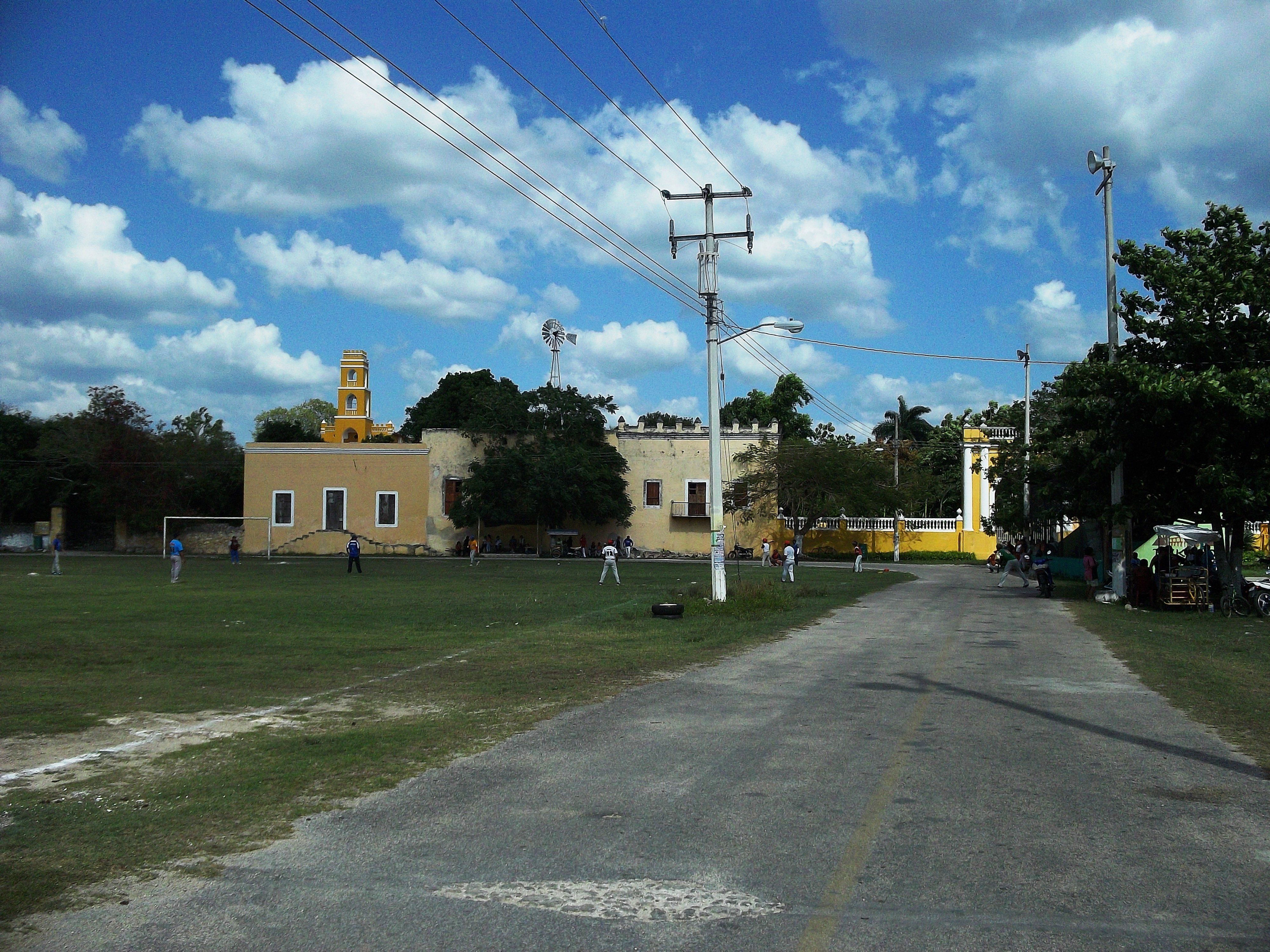
Центр Руинас-де-Аке
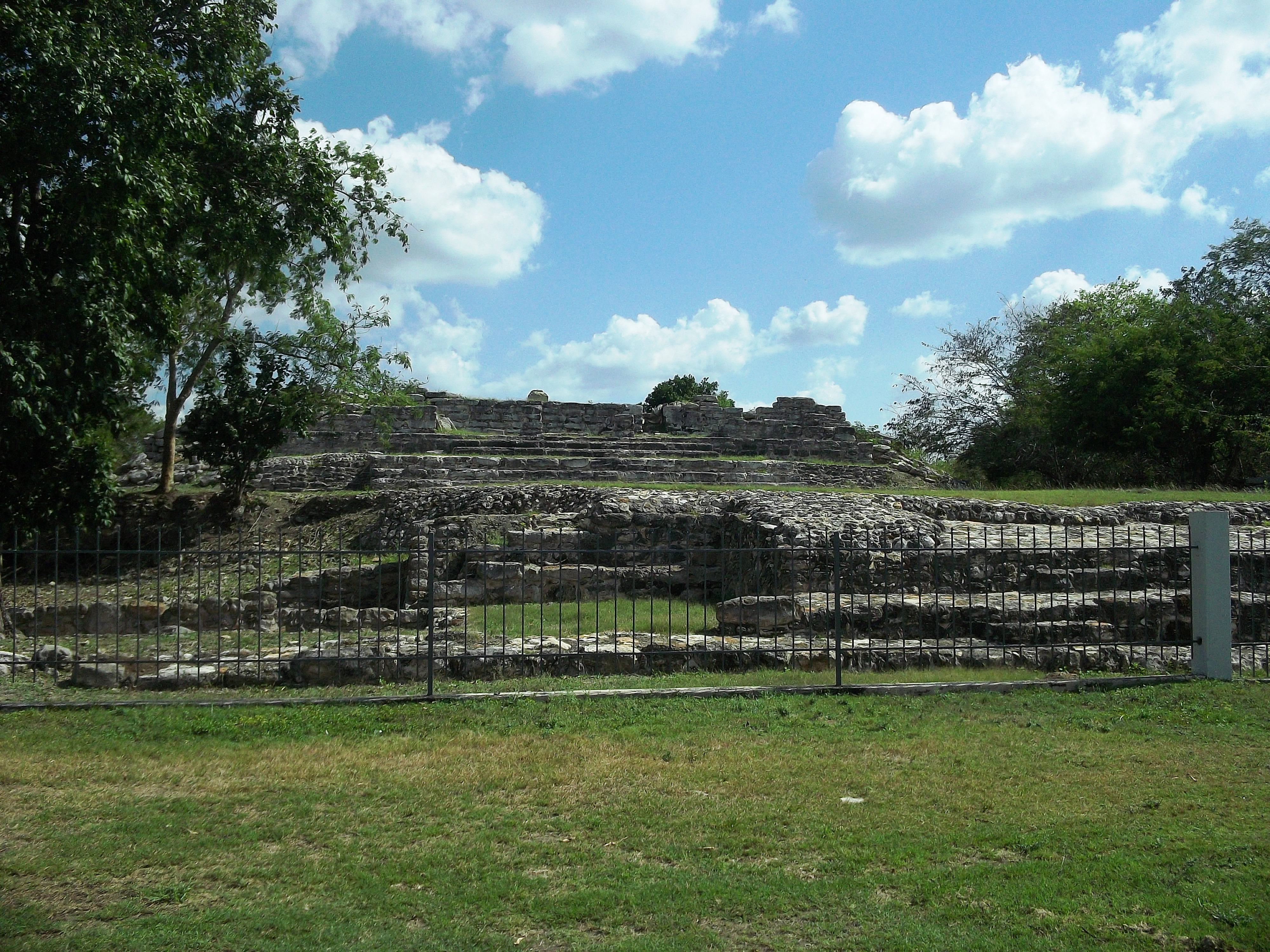
Археологический памятник Аке